# Pandalidae
Famille
Les Pandalidae sont une famille de crustacés décapodes (crevettes).

## Liste des genres
Selon De Grave et al., 2009 :
- Anachlorocurtis Hayashi, 1975
- Atlantopandalus Komai, 1999
- Austropandalus Holthuis, 1952
- Bitias Fransen, 1990
- Calipandalus Komai & Chan, 2003
- Chelonika Fransen, 1997
- Chlorocurtis Kemp, 1925
- Chlorotocella Balss, 1914
- Chlorotocus A. Milne-Edwards, 1882
- Dichelopandalus Caullery, 1896
- Dorodotes Bate, 1888
- Heterocarpus A. Milne-Edwards, 1881
- Miropandalus Bruce, 1983
- Notopandalus Yaldwyn, 1960
- Pandalina Calman, 1899
- Pandalopsis Bate, 1888
- Pandalus Leach, 1814
- Pantomus A. Milne-Edwards, 1883
- Peripandalus De Man, 1917
- Plesionika Bate, 1888
- Procletes Bate, 1888
- Pseudopandalus Crosnier, 1997
- Stylopandalus Coutière, 1905

Selon ITIS (17 juin 2010) :
- genre Atlantopandalus Komai, 1999
- genre Bitias Fransen, 1990
- genre Chlorotocus
- genre Dichelopandalus Caullery, 1896
- genre Heterocarpoides
- genre Heterocarpus A. Milne Edwards, 1881
- genre Pandalina
- genre Pandalopsis Bate, 1888
- genre Pandalus Leach, 1814
- genre Pantomus A. Milne Edwards, 1883
- genre Parapandalus Borradaile, 1899
- genre Plesionika Bate, 1888
- genre Stylopandalus Coutière, 1905

## Publication originale
- Haworth, 1825 : A new binary arrangement of the macrurous Crustacea. Philosophical Magazine and Journal, vol. 65, p. 183-184.